# Kellett Autogiro Corporation

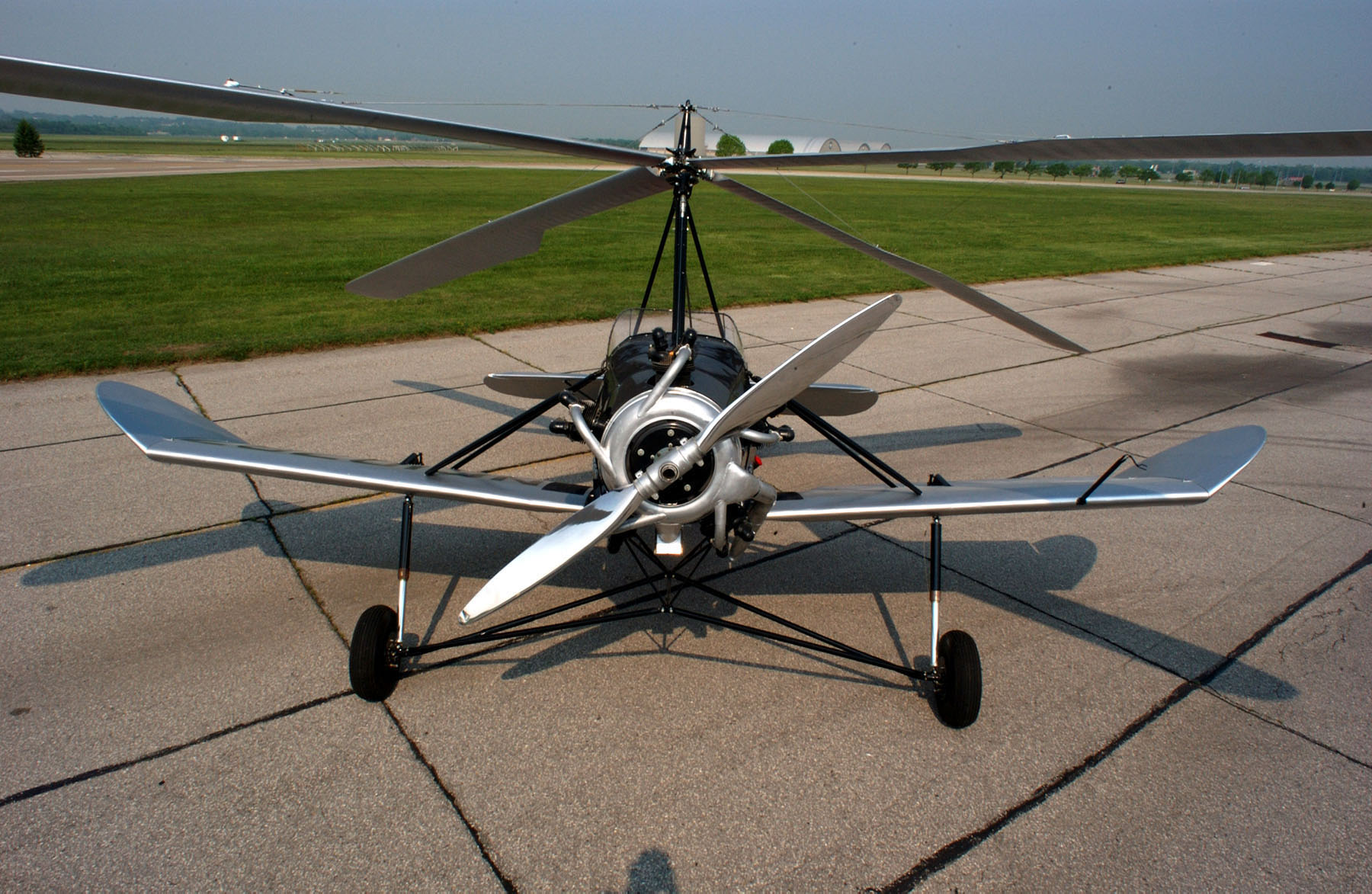
Tragschrauber Kellett K-2

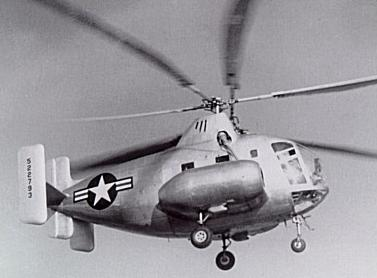
Hubschrauber Kellett XR-10

Die Kellett Autogiro Corporation war ein US-amerikanischer Luftfahrzeughersteller.

## Geschichte
Die KAC wurde 1929 mit Sitz in Horsham (Philadelphia) von Wallace Kellett (1891–1951) gegründet. Die Kellett Autogiro Corporation produzierte anfänglich Tragschrauber und entwickelte danach eigene Hubschraubermodelle. Nachdem Kellett den Bau von Tragschraubern aufgegeben und im Mai 1943 mit der XR-8 einen ersten Auftrag zum Bau eines Hubschraubers erhalten hatte, führte man im Juni 1943 auch die Namensänderung von Kellett Autogiro Corporation in Kellett Aircraft Corporation durch. Die Muster wurden bei den United States Army Air Forces und später bei der United States Air Force eingesetzt. Es ist unklar, wie viele Jahre die Kellett Aircraft Corporation bestand. Es gibt auch keine Belege mehr, dass seit den 1960er Jahren weitere militärische Aufträge vergeben wurden. 

## Produkte der  Kellett Autogiro Corporation
- Kellett K-2
- Kellett K-3
- Kellett K-4
- Kellett KD-1
- Kellett XR-8
- Kellett XR-10
- Kellett KH-15